# Zinat al Bihaar (яхта)
Zinat al Bihaar — парусная яхта, построенная для султана Омана Кабус бен Саида.

## История
Форма судна повторяет традиционное арабское судно — доу. Постройка корабля велась непосредственно в Омане. Парусник наравне с другими яхтами входит в дивизион королевских яхт ВМС Омана, хотя и не рассматривается как полноценный корабль и часто не учитывается в справочных изданиях.
Дизайн разработан Колином Мади и Бернессом Корлетт. В 1988 году она впервые была использована при праздновании открытия порта Sultan Qaboos в Muscat, а после ходовых испытаний и детализации была передана новому владельцу. Корпус и надстройки были построены из дерева. Несмотря на небольшие размеры удалось разместить просторный салон, а малая осадка позволяет подойти к небольшим причалам которые расположены непосредственно вблизи побережья.
Яхта курсирует вдоль побережья Персидского залива, так в последнее время яхта совершила поход с заходом в порты Кувейта, ОАЭ и Ирана.